# Hombre de Tianyuan
Como hombre de Tianyuan (en chino simplificado, 田园 洞 人; en chino tradicional, 田園 洞 人; pinyin, Tiányuándòng Rén) son conocidos los restos de uno de los primeros Homo sapiens que habitaron en Asia Oriental. En 2007, los investigadores encontraron 34 fragmentos de hueso pertenecientes a un solo individuo. en la cueva de Tianyuan cerca de Pekín, China. La datación por radiocarbono muestra que esos huesos tienen entre 42.000 y 39.000 años (aprox. 40.000 a 37.000 a. C.).
El análisis isotópico indica que una parte sustancial de la dieta de estos individuos provino de peces de agua dulce. El hombre de Tianyuan es considerado un humano moderno temprano. Carece de varias características mandibulares comunes entre los humanos arcaicos tardíos de Eurasia occidental, lo que muestra su divergencia. Con base en la tasa de desgaste oclusal dental, se estima que murió entre los 40 y los 50 años.
Los análisis de ADN, publicados en 2013, revelaron que el hombre de Tianyuan está relacionado "con muchos asiáticos y nativos americanos de la actualidad". También se había diferenciado genéticamente de los antepasados de los europeos modernos. Pertenecía al haplogrupo B del ADN mitocondrial. Su haplogrupo Y fue K2b.
El hombre de Tianyuan exhibe una afinidad genética única por GoyetQ116-1 de las cuevas de Goyet, en Bélgica, que no se encuentra en ningún otro individuo antiguo de Eurasia occidental. Él comparte más alelos con la gente actual de las tribus Surui y Karitiana de Rondonia, Brasil que con otras poblaciones nativas americanas, todo lo cual sugiere que una población relacionada con el hombre de Tianyuan alguna vez estuvo muy extendida en el este de Asia.

## Subsistencia
No se sabe nada directamente sobre la cultura material de este individuo, ya que hasta ahora no se han encontrado artefactos u otros restos culturales en el sitio. El análisis de isótopos sugiere que una parte sustancial de su dieta provenía de peces de agua dulce.

## Antropología física

### Morfología
El hombre de Tianyuan es considerado un homo sapiens moderno temprano. Carece de varios rasgos mandibulares comunes entre los humanos arcaicos tardíos de Eurasia occidental, lo que muestra su divergencia. Basándose en la tasa de desgaste dental, se estima que murió en sus 40 o 50 años.

### Arqueogenética

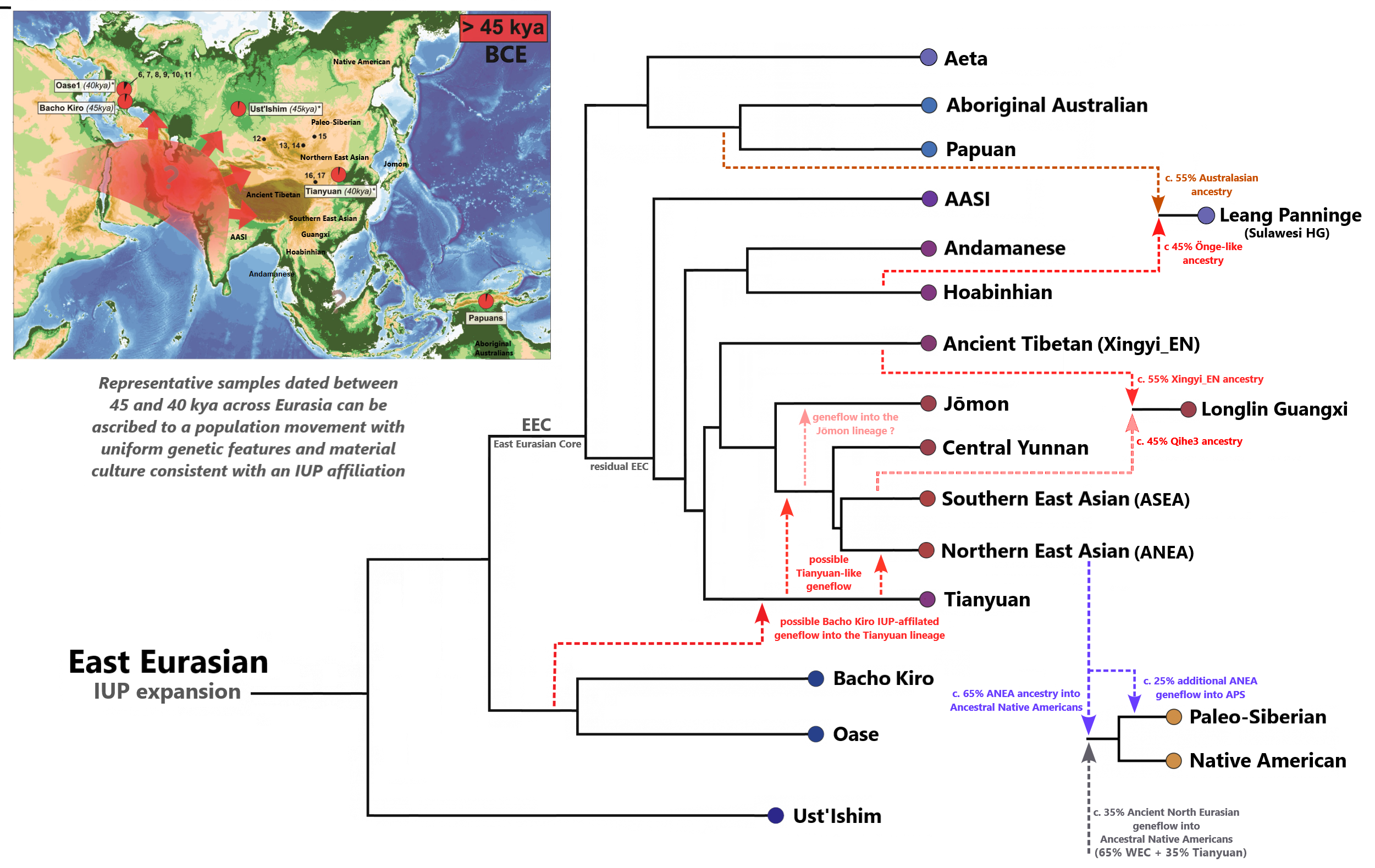
Posición filogenética de la línea Tianyuan entre otros Euroasiáticos orientales.

El primer análisis de ADN de los restos de Tianyuan (centrado en mtDNA y cromosoma 21) se publicó en 2013 y reveló que el hombre de Tianyuan está relacionado "con muchos asiáticos y nativos americanos actuales" y ya se había separado genéticamente de los antepasados de los europeos modernos. Pertenecía al haplogrupo B del ADN mitocondrial , y al haplogrupo K2b paterno.
Un análisis genómico confirmó la estrecha afinidad del hombre de Tianyuan con los asiáticos orientales y del sudeste asiático modernos, pero también mostró que no es directamente ancestral de las poblaciones actuales, sino que representa un miembro profundamente divergente de la línea de Asia Oriental y Sudeste Asiático (ESEA), basal a todas las poblaciones posteriores de Asia Oriental y Sudeste Asiático. Se determinó que el hombre de Tianyuan formaba parte de una ola del Paleolítico superior inicial (>45 000 años) "atribuida a un movimiento poblacional con características genéticas y cultura material uniformes" (euroasiáticos orientales antiguos), y compartía ascendencia profunda con otros especímenes antiguos como los de Bacho Kiro, Peștera cu Oase, el hombre de Ust’-Ishim, así como con los antepasados de los papúes modernos (australasianos). Se infiere que la línea ancestral del hombre de Tianyuan (denominada línea "ESEA") se había separado de los eurasianos orientales antiguos, siguiendo una dispersión por la Ruta del Sur, y posteriormente se dividió en la línea Hòabìnhiana, la línea Tianyuan y una línea ancestral a todos los asiáticos orientales y del sudeste asiático modernos.
Una población similar a la de Tianyuan contribuyó alrededor del 32-50% de ascendencia a los eurasiáticos septentrionales antiguos, con el resto compuesto por ascendencia euroasiática occidental temprana representada por el espécimen Kostenki-14. Un espécimen de aproximadamente 34,000 años de antigüedad del norte de Mongolia (Salkhit) deriva aproximadamente el 83% de su ascendencia de una población similar a la de Tianyuan, mientras que el resto (17%) proviene de una población similar a la de Kostenki-14. El individuo de Salkhit mostró una relación compleja con los Antiguos Eurasiáticos del Norte.
El hombre de Tianyuan también exhibe una afinidad genética única con GoyetQ116-1 de las Cuevas de Goyet en la provincia de Namur, Bélgica. GoyetQ116-1 comparte más alelos con el hombre de Tianyuan que cualquier otro individuo antiguo muestreado de Eurasia Occidental. Se infiere que el espécimen GoyetQ116-1 recibió entre el 14-23% de ascendencia de una población euroasiática oriental temprana relacionada de manera distante con el hombre de Tianyuan.
El hombre de Tianyuan muestra una alta afinidad genética con un espécimen de 33,000 años de antigüedad (AR33K) entre la región del Amur y la Mongolia moderna, lo que sugiere que la ascendencia similar a la de Tianyuan estaba ampliamente distribuida en el noreste de Asia durante el período Paleolítico.
La ascendencia basal de Asia Oriental o "Asia Profunda" representada por Tianyuan o los Onge de Andamán contribuyó al poblamiento del Sudeste Asiático, siguiendo la ascendencia australiana y precediendo las expansiones mesolíticas y neolíticas de los euroasiáticos surorientales antiguos asociadas con la expansión de lenguas austroasiáticas y austronesias.
El hombre de Tianyuan también comparte más alelos con las poblaciones de América del Sur, como los Surui y Karitiana en Brasil y los chané en el norte de Argentina y el sur de Bolivia, que con otros indígenas americanos.